# Клодетт (тропический шторм, 2009)
Тропический шторм Клодетт (англ. Tropical Storm Claudette) — третий из тропических штормов в сезоне атлантических ураганов 2009 года, получивших собственное имя, четвёртый по счёту тропический циклон сезона и первое штормовое образование в 2009 году, прошедшее по континентальной части Соединённых Штатов.
Сформировавшись 16 августа 2009 года из тропической волны тёплого воздуха в область низкого давления, циклон быстро набрал силу до уровня тропического шторма вблизи города Таллахасси, штат Флорида. Во второй половине дня 16 августа скорость ветра в атмосферном образовании достигла 85 км/ч, сам шторм направлялся на территорию Флоридского выступа. Ранним утром следующих суток циклон вышел на континентальную часть материка и в течение нескольких часов ослабел до уровня тропической депрессии, после чего полностью рассеялся над территорией штата Джорджия.
Непосредственно перед прохождением тропического шторма Клодетт Национальный центр прогнозирования ураганов США объявил штормовое предупреждение для жителей морского побережья Флориды, при этом некоторым округам штата было рекомендовано провести эвакуацию населения из районов, находящихся на пути движения стихии. Человеческих жертв избежать не удалось: один человек погиб от штормовой волны на берегу близ города Панама-Сити (штат Флорида), на следующий день утонул второй человек, упав за борт со своего корабля у побережья округа Бей (Флорида). Прошедший шторм породил торнадо в окрестностях города Кейп-Корал, разрушивший 11 домов и нанёсший около 103 тысячи долларов США прямого ущерба. Ещё 247 тысяч долларов убытков принёс сам тропический шторм Клодетт, нанеся повреждения инфраструктуре пляжей и частной собственности на побережье Флориды.

## Метеорологическая история

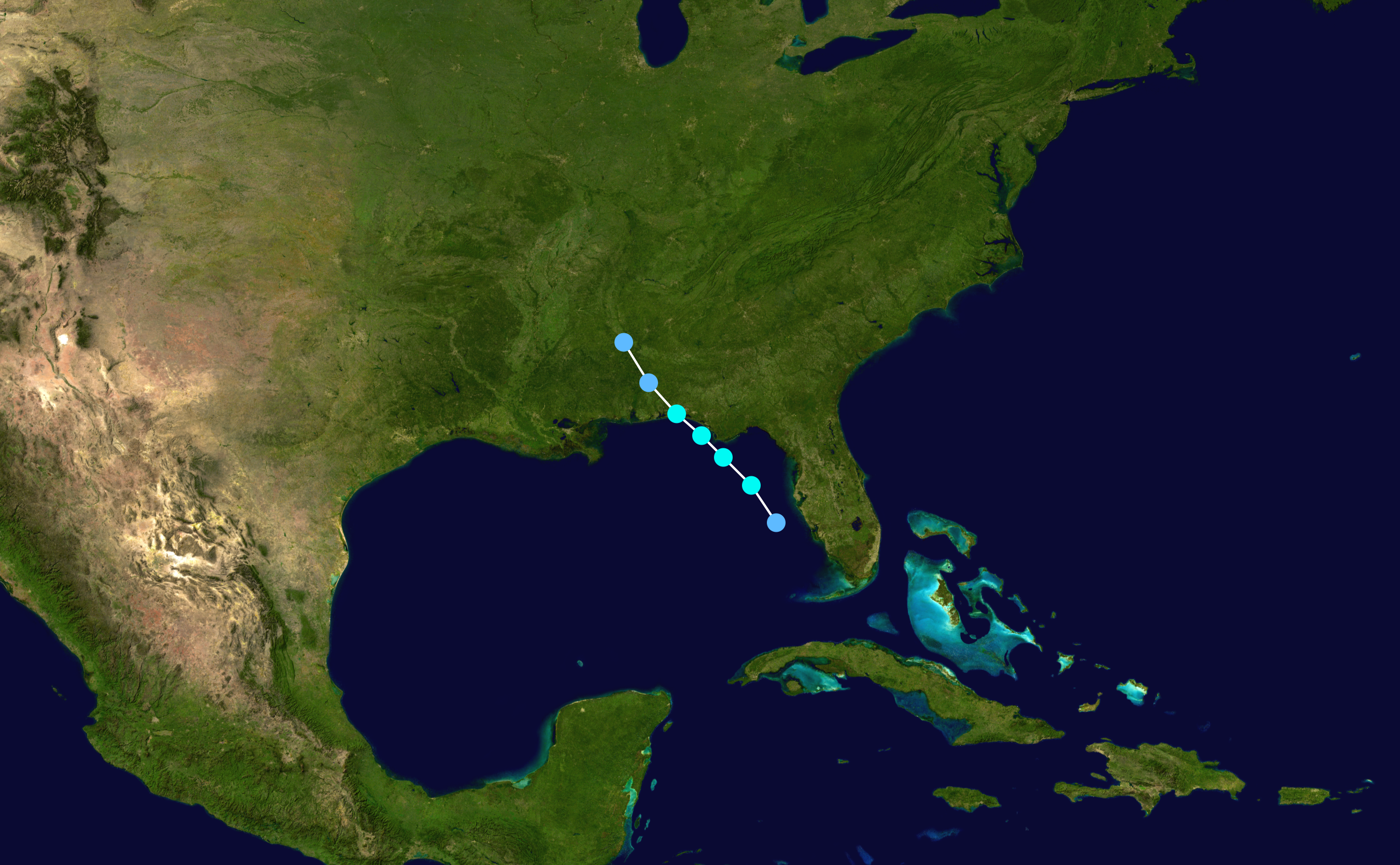
Траектория движения тропического шторма Клодетта

11 августа 2009 года Национальный центр прогнозирования ураганов США зарегистрировал тропическую волну тёплого воздуха, находившуюся примерно в 965 километрах к востоку от Малых Антильских островов. Связанный с тропической волной неорганизованный грозовой фронт двигался на запад, однако синоптики не прогнозировали дальнейшего развития атмосферной аномалии вследствие полной деорганизованности области низкого давления. К обеду 12 августа в системе осталась лишь незначительные конвективные потоки. Тропическая волна вышла в Карибское море, подверглась сильным сдвигам ветра и к концу следующих суток прошла над островом Гаити, продолжая терять всю конвективную деятельность в своём образовании. В начале следующего дня система вступила во взаимодействие с областью низкого давления над островами Теркс и Кайкос.
15 августа конвективные потоки начали объединяться вокруг центра циркуляции системы, при этом область возмущения воздушных потоков атмосферы распространилась вплоть до архипелага Флорида-Кис. Рано утром 16 августа система за несколько часов организовалась в циклон с невысокой скоростью вращения вокруг собственного центра, находившегося в 130 километрах к юго-западу от города Тампа, штат Флорида. К обеду 16 августа Национальный центр прогнозирования ураганов США присвоил циклону статус тропической депрессии — четвёртого циклонного образования в сезоне атлантических ураганов 2009 года. В то же время возникший на малой высоте в районе депрессии сдвиг ветра и остальные условия окружающей среды способствовали дальнейшей организации циклона, в связи с чем метеорологи Центра ураганов США предсказали усиление тропической депрессии до уровня тропического шторма в течение ближайших 12 часов. Сама депрессия в это время сменила направление движения на северо-запад, огибая область действия Азорского антициклона. Около 11 часов утра по североамериканскому восточному времени (EDT) Национальный центр прогнозирования ураганов США (NHC) повысил статус тропической депрессии 4 до тропического шторма, заодно присвоив ему следующее в сезоне ураганов 2009 года имя Клодетт. Решение NHC основывалось на информации, полученной от метеорологической системы NEXRAD доплеровских метеорадаров, находящихся в городе Таллахасси (Флорида). Согласено полученным данным скорость ветра вокруг центра вращения циклона достигла показателя в 65 км/ч.
Во второй половине дня 16 августа центр циклона подвергся кратковременному сдвигу ветра, к этому времени скорость ветра в шторме увеличился до 85 км/ч. Около 01:10 EDT (05:10 UTC) следующих суток тропический шторм Клодетт на пике своей интенсивности обрушился на восточную часть острова Санта-Роза в штате Флорида. Вскоре после этого атмосферное давление в центре циклона снизилось до 754 миллиметров ртутного столба — минимального показателя, зарегистрированного для шторма Клодетт. Спустя несколько часов конвекция воздушных масс шторма быстро пошла на спад и к 08:00 часам по североамериканскому восточному времени Национальный центр прогнозирования ураганов США понизил статус Клодетт до уровня тропической депрессии, остатки которой рассеялись над штатом Джорджия к концу суток 17 августа.

## Подготовка

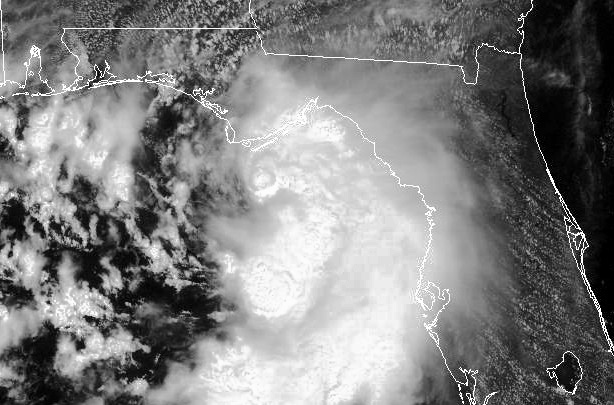
Тропический шторм Клодетт на пике интенсивности. 16 августа 2009 года

После перехода циклона в фазу тропической депрессии NHC объявил штормовое предупреждение для территорий от границы между штатами Алабама и Флорида до устья реки Сувонни. Жителям этих районов настоятельно рекомендовалось провести подготовительные мероприятия к встрече стихии. На территории вдоль западного побережья Флориды, к востоку от центра циркуляции воздушных масс Клодетт, местные жители были предупреждены о прогнозируемых ливневых дождях, которые могли бы привести к сильным паводкам. По прогнозам синоптиков Национального центра прогнозирования ураганов США данный регион мог пострадать из-за поднятия морских волн от 0,9 до полутора метров выше обычного уровня. Жителям округа Уакулла во Флориде на время прохождения шторма рекомендовалось эвакуироваться в безопасные места. Вскоре после 15:00 по североамериканскому восточному времени подразделение Национальной службы погоды США в городе Мобил (Алабама) объявило штормовое предупреждение для районе между городами Дестин во Флориде и Паскагула в штате Миссисипи. Также предупреждения были изданы для большей части территории Флоридского выступа и юго-восточной части штата Алабама, поскольку прогнозировался уровень осадков до 180 миллиметров.
Во второй половине дня 16 августа 2009 года власти объявили об обязательной эвакуации жителей парков полуострова Сент-Джозеф и мыса Сан-Блас в округе Галф, штат Флорида. Аналогичные распоряжения поступили и для жителей, проживающих в низменных территориях вдоль морского побережья Флориды.

## Прохождение шторма и последствия

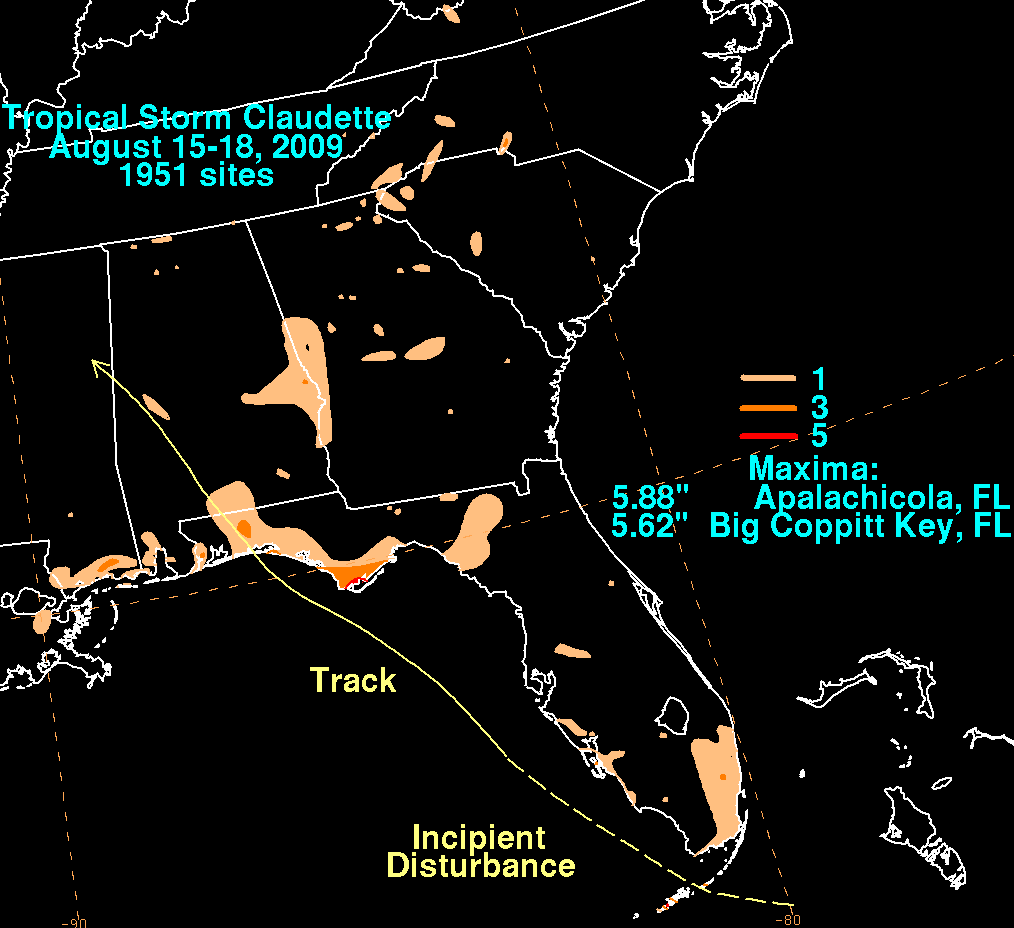
Карта осадков при прохождении Тропического шторма Клодетт

### Флорида
К вечеру 16 августа в некоторых районах округа Франклин в штате Флорида выпало до 43 мм осадков. Ливневый дождь прошёл также в Апалачиколе — за день в городе выпало 90 мм осадков, побив тем самым предыдущий рекорд 1931 года. За исключением упавших на автомагистраль US 98 в некоторых местах деревьев, в округе Франклин шторм не нанёс практически никакого ущерба. Максимальный объём выпавших осадков в 143 миллиметра был зарегистрирован в районе Биг-Коппитт-Кей.
В районах вблизи города Кейп-Корал было сообщено о возникшем торнадо, который причинил серьёзные повреждения 23-м домам. Ущерб от стихии составил 103 тысячи долларов США, при этом губернатор штата Чарли Крист лично подсчитывал ущерб, нанесённый прошедшим смерчем. Впоследствии синоптики отнесли торнадо в категорию EF-0 (ветер от 110 до 120 км/ч) по шкале классификации Фуджиты. Национальная метеорологическая служба сообщила, что смерч прошёл по земле около 0,56 километров в промежутке между 16:42 и 16:45 по североамериканскому восточному времени.
В городе Панама-Сити один человек погиб, утонув в прибрежной волне. Власти штата перекрыли 1,6-километровый отрезок шоссе № 20 из-за упавшего на линии электропередач дерева. В округе Лион без электричества осталось около 440 жилых домов. К 21:40 местного времени (EDT) движение автомобильному шоссе было вновь открыто, а подача электричества в округе была возобновлена. В округе Уолтон на некоторое время без электроснабжения осталось около 500 домов.

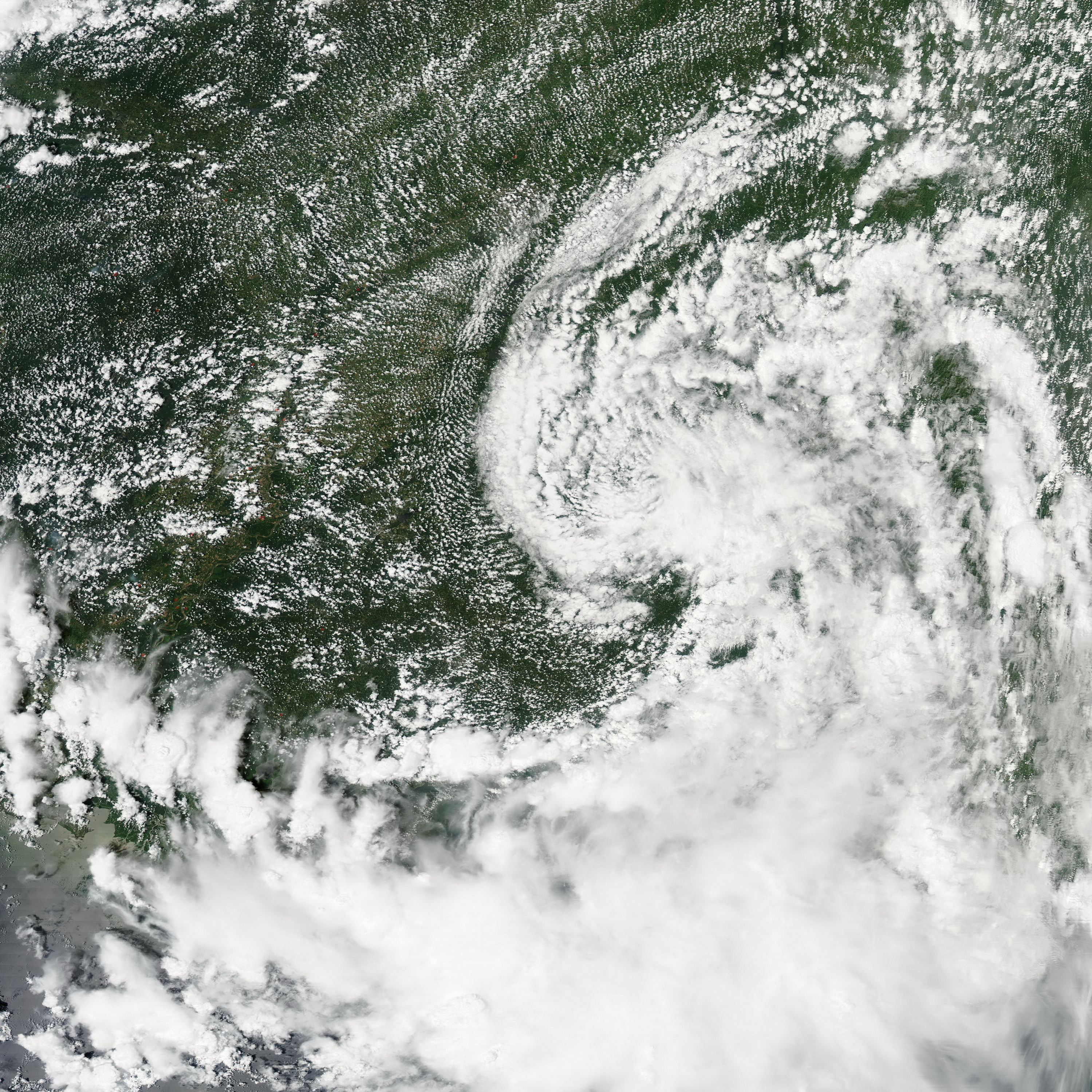
Тропическая депрессия Клодетт пересекает штат Алабама

В округе Окалуса по общим подсчётам лишились электроснабжения 1267 человек. Большинство линий было восстановлено в течение нескольких часов, тем не менее в связи с продолжавшимся штормовым ветром перебои с электричеством наблюдались до конца суток в более, чем пятисот домах по всему округу. Ущерб, нанесённый штормом округу Окалуса составил 25 тысяч долларов США. Второй смертельный случай произошёл на побережье округа Окалуса, где мужчина выпал за борт своего корабля и утонул в штормовом прибое.
Штормовая стихия вызвала сильную эрозию на побережье округов Бей, Уолтон, Галф и Франклин, в результате чего в море было смыто песка на протяжении от 9,1 до 12 метров, что в совокупности оценивается в 100 тысяч долларов США в ценах 2009 года.

### Другие штаты
После контакта Тропического шторма Клодетт с континентальной частью Америки было объявлено штормовое предупреждение для всех округов южной части штата Алабама в связи с ожидавшимися ливневыми дождями. В общей сложности шторм прошёлся по штату умеренными осадками, наибольшее их число выпало в округах Хейл, Самтер, Перри и в населённом пункте Брэдли, где выпало 54 мм осадков. В некоторых районах уровень воды за два часа поднялся на 51 миллиметр, в связи с чем Национальная служба погоды США объявила о возможных паводках на данных территориях. В штате Джорджия максимум был достигнут в Форте Беннинг, составив уровень в 60 миллиметров.
Периферия шторма прошлась проливными дождями по штату Северная Каролина, где в некоторых районах в течение часа выпало до ста миллиметров осадков. В городе Шарлотт было затоплено несколько улиц и жилых домов, в Уэйкфилде пожарным пришлось спасать около 20 человек из их квартир. В общей сложности в Северной Каролине временно было закрыто 14 автомобильных дорог в связи с возникшим во время прохождения Тропического шторма Клодетт паводком.